# Varvara Flink
Varvara Aleksandrovna Flink (Moskou, 13 december 1996) is een tennisspeelster uit Rusland. Flink begon met tennis toen zij negen jaar oud was. Haar favoriete ondergrond is gravel. Zij speelt rechtshandig en heeft een tweehandige backhand.

## Loopbaan

### Junioren
In 2013 won Flink de Orange Bowl in de categorie meisjes t/m 18 jaar. In januari 2014 bereikte zij de tweede positie op de wereldranglijst voor junioren.

### Enkelspel
Flink debuteerde in 2011 op het ITF-toernooi van Umag (Kroatië) – door in de tweede ronde Anna-Lena Friedsam te verslaan bereikte zij de kwartfinale. Zij stond in 2016 voor het eerst in een finale, op het ITF-toernooi van Sharm-el-Sheikh (Egypte) – zij verloor van de Bulgaarse Julia Terziyska. In 2017 veroverde Flink haar eerste titel, op het ITF-toernooi van Antalya (Turkije), door de Argentijmse María Lourdes Carlé te verslaan. Tot op heden(augustus 2022) won zij zes ITF-titels, de meest recente in 2019 in Kazan (Rusland).
In 2012 speelde Flink voor het eerst op een WTA-hoofdtoernooi, op het toernooi van Bakoe, met een wildcard. Zij won voor het eerst een WTA-partij op het toernooi van Moskou River Cup 2018.
In maart 2019 kwam zij binnen in de top 150 van de WTA-ranglijst. In juli 2019, na haar grandslamdebuut op Wimbledon waar zij na een geslaagd kwalificatietraject ook in het hoofdtoernooi nog haar openingspartij won, bereikte zij haar hoogste positie: de 122e plaats. Daarna zakte zij in snel tempo, door weinig deelname aan toernooien en door slechte resultaten. Per 11 juli 2022 bereikte zij haar dieptepunt: positie 1189.

### Dubbelspel
Flink was in het dubbelspel minder actief dan in het enkelspel. Zij debuteerde in 2011 op het ITF-toernooi van Charkov (Oekraïne), samen met de Armeense Ani Amiraghyan. Zij stond in 2012 voor het eerst in een finale, op het ITF-toernooi van Monastir (Tunesië), samen met de Nederlandse Jaimy-Gayle van de Wal – hier veroverde zij haar eerste titel, door het Nederlandse duo Valeria Podda en Lisanne van Riet te verslaan. Tot op heden(augustus 2022) won zij twee ITF-titels, de andere in 2015 in Sharm-el-Sheikh (Egypte).
In 2012 speelde Flink voor het eerst op een WTA-hoofdtoernooi, op het toernooi van Bakoe, waarvoor zij samen met de Oostenrijkse Patricia Mayr een wildcard had gekregen. Zij bereikten er de tweede ronde.
Tussen juni 2018 en augustus 2022 heeft Flink nauwelijks aan dubbelspeltoernooien deelgenomen. Zij stond in augustus 2022 voor het eerst in een WTA-finale, op het toernooi van Concord, samen met de Amerikaanse Coco Vandeweghe – hier veroverde zij haar eerste titel, door het koppel Peangtarn Plipuech en Moyuka Uchijima te verslaan.

## Posities op deWTA-ranglijst
Positie per einde seizoen:
| jaar | rang enkelspel | rang dubbelspel |
| ---- | -------------- | --------------- |
| 2012 | 791            | 516             |
| 2013 | 503            | 657             |
| 2014 | 355            | 814             |
| 2015 | –              | 906             |
| 2016 | 222            | 1035            |
| 2017 | 623            | 1000            |
| 2018 | 189            | 1156            |
| 2019 | 128            | –               |
| 2020 | 173            | –               |
| 2021 | 472            | –               |

## Palmares
| Legenda                 |
| ----------------------- |
| Grandslamtoernooi       |
| Olympische Spelen       |
| Year-End Championships  |
| Premier Mandatory       |
| Premier Five / WTA 1000 |
| Premier / WTA 500       |
| International / WTA 250 |
| Challenger / WTA 125    |

### WTA-finaleplaatsen enkelspel
geen

### WTA-finaleplaatsen vrouwendubbelspel
| nr.              | finale     | toernooi    | ondergrond | partner         | tegenstandsters                    | score    |         |
| ---------------- | ---------- | ----------- | ---------- | --------------- | ---------------------------------- | -------- | ------- |
| gewonnen finales |            |             |            |                 |                                    |          |         |
| 1.               | 2022-08-14 | WTA Concord | hardcourt  | Coco Vandeweghe | Peangtarn Plipuech Moyuka Uchijima | 6-3, 7-6 | details |
| verloren finales |            |             |            |                 |                                    |          |         |
| geen             |            |             |            |                 |                                    |          |         |

### Gewonnen ITF-toernooien enkelspel
| nr. | finale     | toernooi | dotatie | ondergrond | tegenstandster in finale | score     |
| --- | ---------- | -------- | ------- | ---------- | ------------------------ | --------- |
| 1.  | 2017-05-21 | Antalya  | $10.000 | gravel     | María Lourdes Carlé      | 6-4, 7-6  |
| 2.  | 2018-04-08 | Antalya  | $10.000 | gravel     | Nina Potočnik            | 6-4, 6-4  |
| 3.  | 2018-04-14 | Şımkent  | $10.000 | gravel     | Gozal Ainitdinova        | 6-4, 6-4  |
| 4.  | 2018-04-21 | Şımkent  | $10.000 | gravel     | Polina Golubovskaya      | 6-0, 6-3  |
| 5.  | 2018-08-19 | Leipzig  | $25.000 | gravel     | Julia Grabher            | 6-3, 6-2  |
| 6.  | 2019-01-27 | Kazan    | $25.000 | hardcourt  | Anastasija Gasanova      | 6-2, opg. |

### Gewonnen ITF-toernooien dubbelspel
| nr. | finale     | toernooi        | dotatie | ondergrond | partner                 | tegenstandsters in finale             | score    |
| --- | ---------- | --------------- | ------- | ---------- | ----------------------- | ------------------------------------- | -------- |
| 1.  | 2012-11-03 | Monastir        | $10.000 | hardcourt  | Jaimy-Gayle van de Wal  | Valeria Podda Lisanne van Riet        | 6-3, 6-2 |
| 2.  | 2015-10-03 | Sharm-el-Sheikh | $10.000 | hardcourt  | Veronica Miroshnichenko | Jacqueline Cabaj Awad Martina Přádová | 6-3, 6-4 |

## Resultaten grandslamtoernooien
| Legenda | Legenda                          |
| ------- | -------------------------------- |
| g.t.    | geen toernooi gehouden           |
| l.c.    | lagere categorie                 |
| –       | niet deelgenomen                 |
| G       | uitgeschakeld in de groepsfase   |
| 1R      | uitgeschakeld in de eerste ronde |
| 2R      | uitgeschakeld in de tweede ronde |
| 3R      | uitgeschakeld in de derde ronde  |
| 4R      | uitgeschakeld in de vierde ronde |
| KF      | uitgeschakeld in de kwartfinale  |
| HF      | uitgeschakeld in de halve finale |
| F       | de finale verloren               |
| W       | het toernooi gewonnen            |
| w-v     | winst/verlies-balans             |

### Enkelspel
| toernooi        | 2019 |
| --------------- | ---- |
| Australian Open | –    |
| Roland Garros   | –    |
| Wimbledon       | 2R   |
| US Open         | –    |